# Reddingsboot

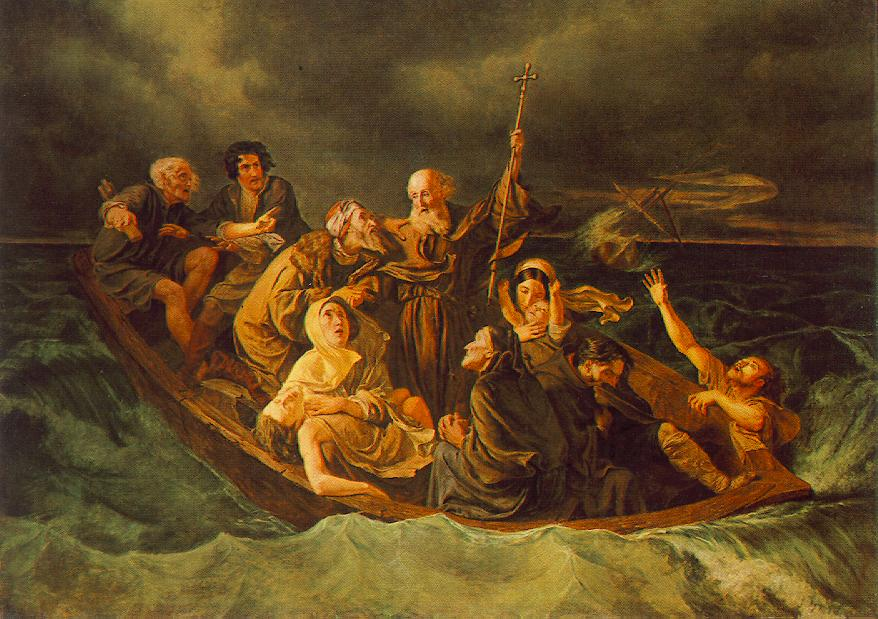
Reddingsboot, Mihály Zichy; 1847

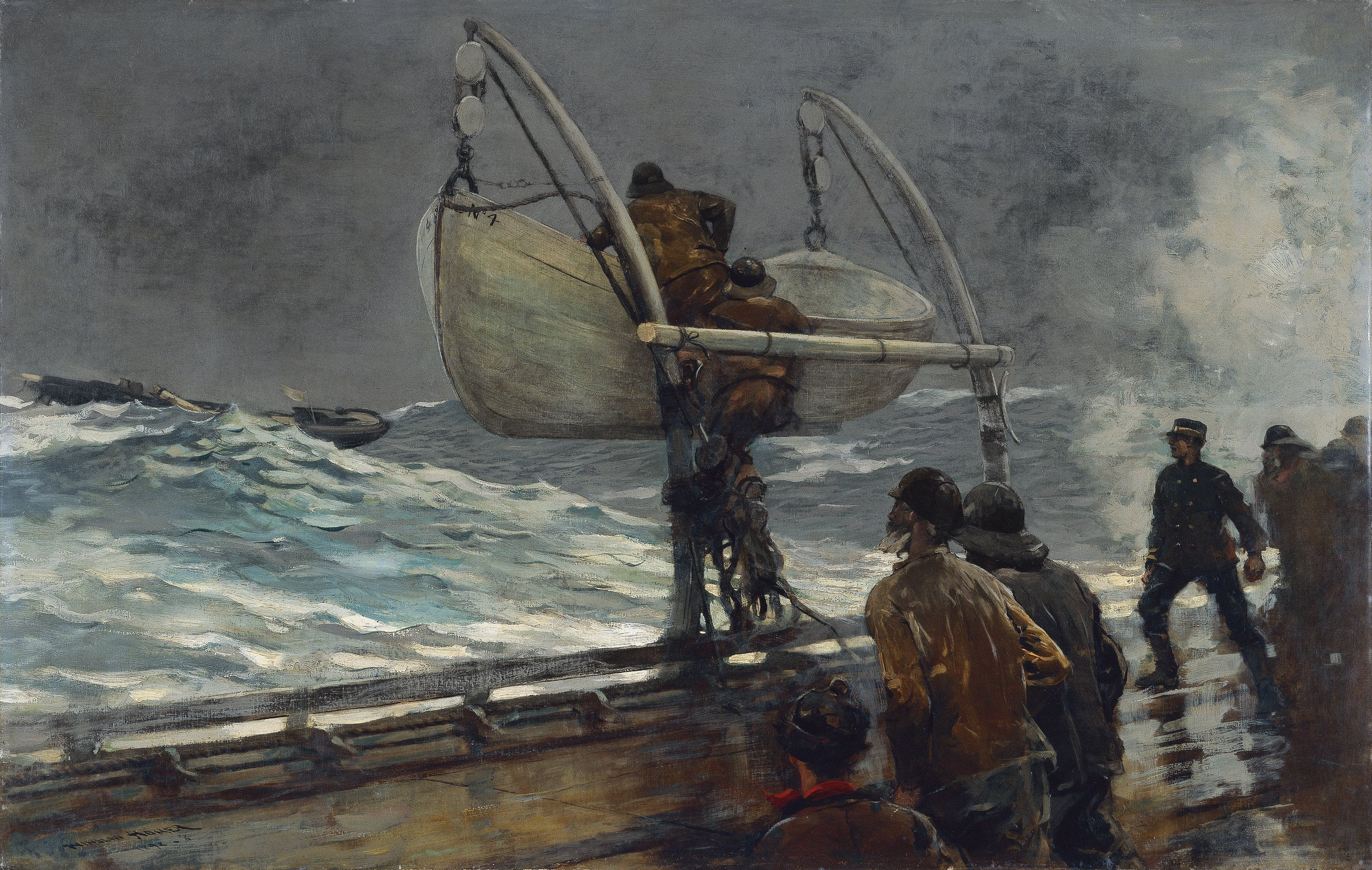
Winslow Homer (1836-1910). 'The Signal of Distress'. olieverf op doek, 1890, 1892 en 1896.

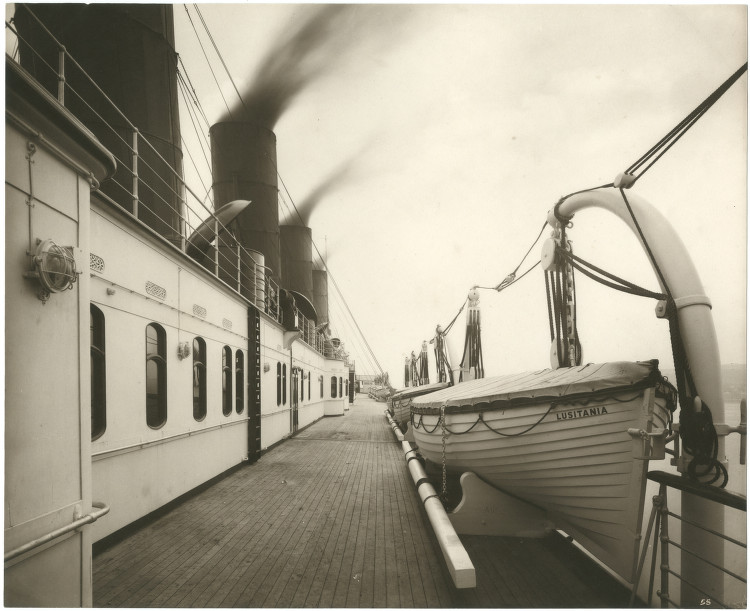
Het boot-dek van de Lusitania; circa 1905.

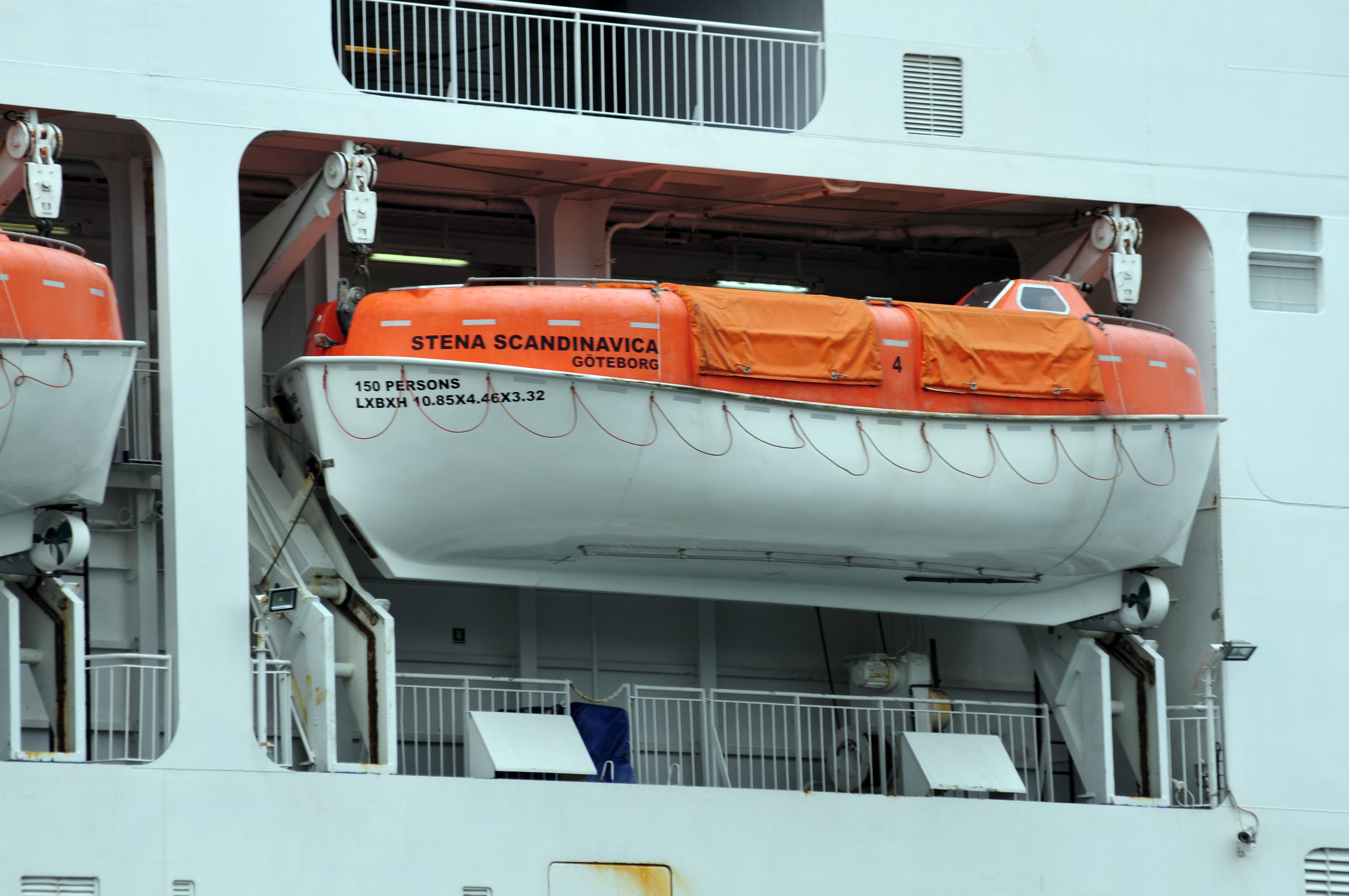
Reddingsboot op de Stena Scandinavica te Kiel, Duitsland (2013).

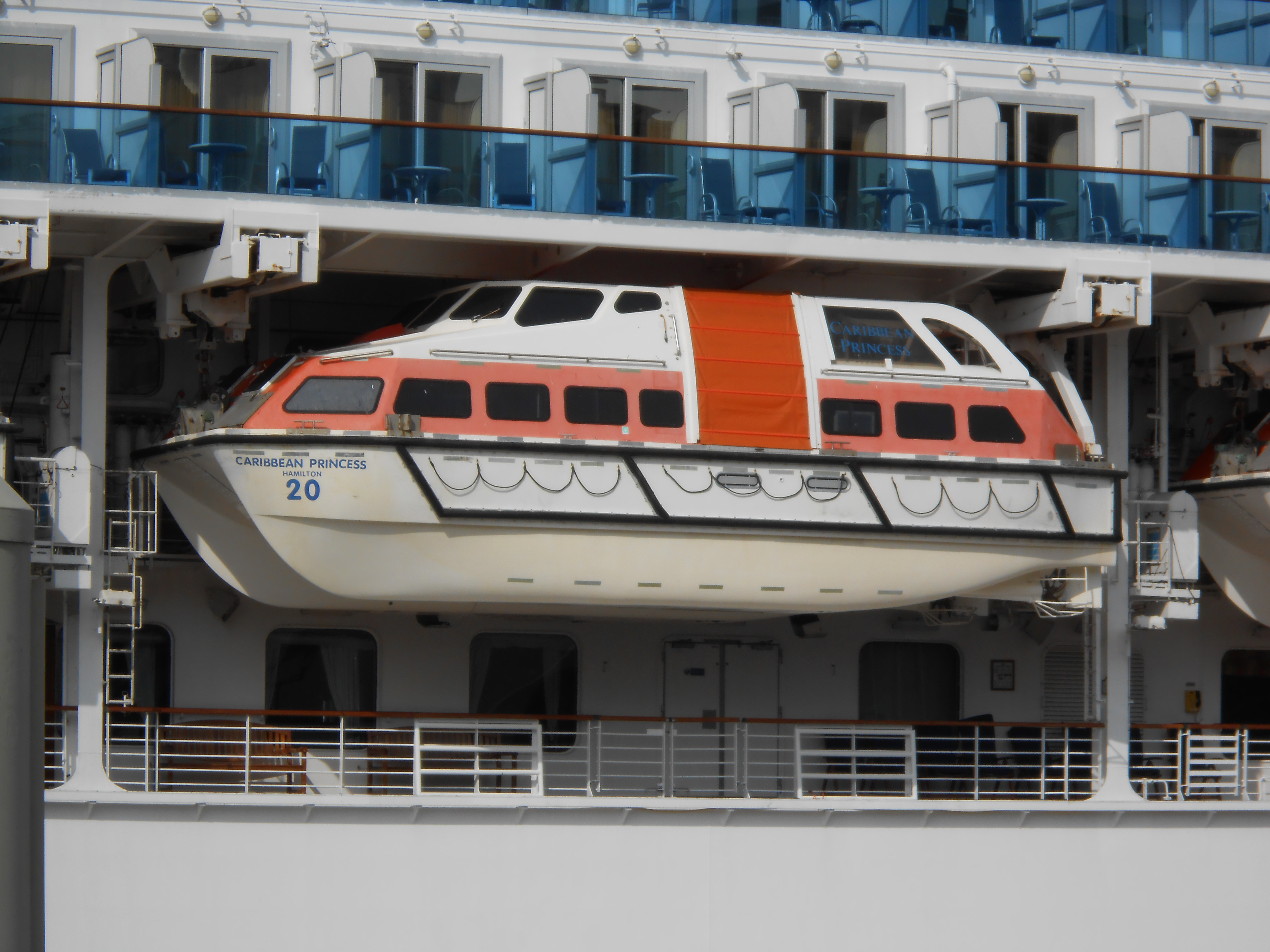
Reddingsboot op de Caribbean Princess te Liverpool, Engeland (2013).

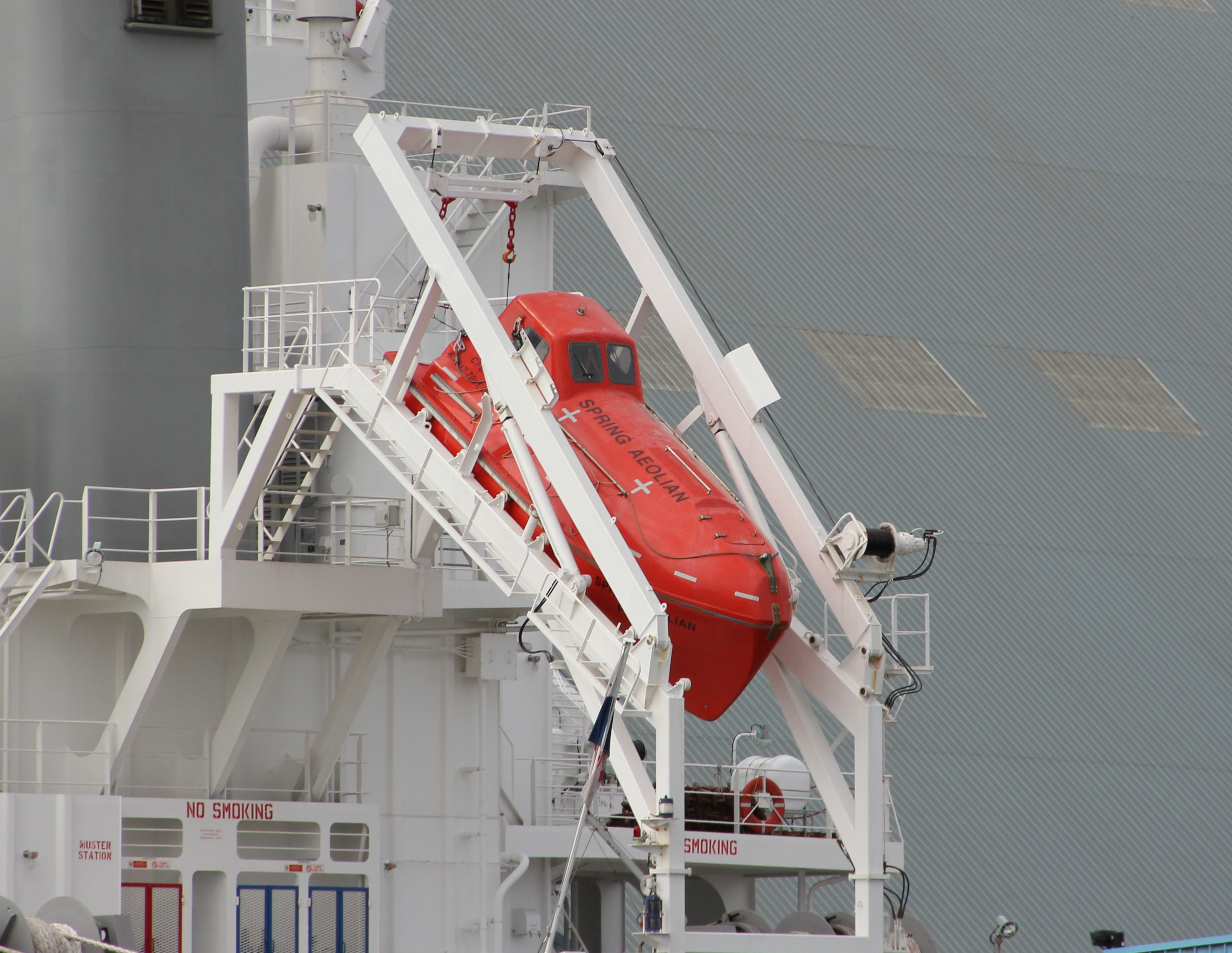
Vrijeval-reddingsboot

Een reddingsboot is een relatief klein vaartuig, vaak aan boord van een ander schip, dat gebruikt wordt voor zelfredzaamheidsdoeleinden. Zie ook reddingssloep.
In de huidige spelling wordt het woord met of zonder 's' geschreven. In de oude spelling van voor 1995 was het zonder 's'. In het jargon van de Koninklijke Nederlandse Redding Maatschappij (KNRM) wordt strikt onderscheid gemaakt tussen een reddingsboot (met 's'), en een reddingboot (zonder 's'). Een 'reddingboot' (zonder 's') is een boot waarmee redders vanaf de wal uitvaren om hulp te verlenen aan schipbreukelingen of mensen die vanaf een schip moeten worden gehaald t.b.v. hulpverlening. Zie ook reddingboot.

## Geschiedenis
Na het zinken van de PS Normandy in 1870 was de Britse Board of Trade van mening dat het niet mogelijk was om passagiersschepen te verplichten voorzien te zijn met voldoende reddingsboten. Ze zouden de dekken hinderen en eerder een gevaar vormen dan er een afbreuk aan te doen. Vanaf de 20ste eeuw werden de schepen groter en konden er dus ook meer passagiers meereizen, maar regels over reddingsboten werden daar niet aan aangepast. Pas na het zinken van de RMS Titanic in 1912 werd de maritieme wereld wakker geschud. Zo kwam in 1914 het Internationaal Verdrag voor de beveiliging van mensenlevens op zee (International Convention for the Safety of Life at Sea, SOLAS) tot stand. Deze conventie verplicht schepen van een voldoende aantal reddingsboten voorzien te zijn afhankelijk van het aantal passagiers dat ze kunnen vervoeren.

## Verschillende types reddingsboten aan boord van schepen en op offshore-installaties

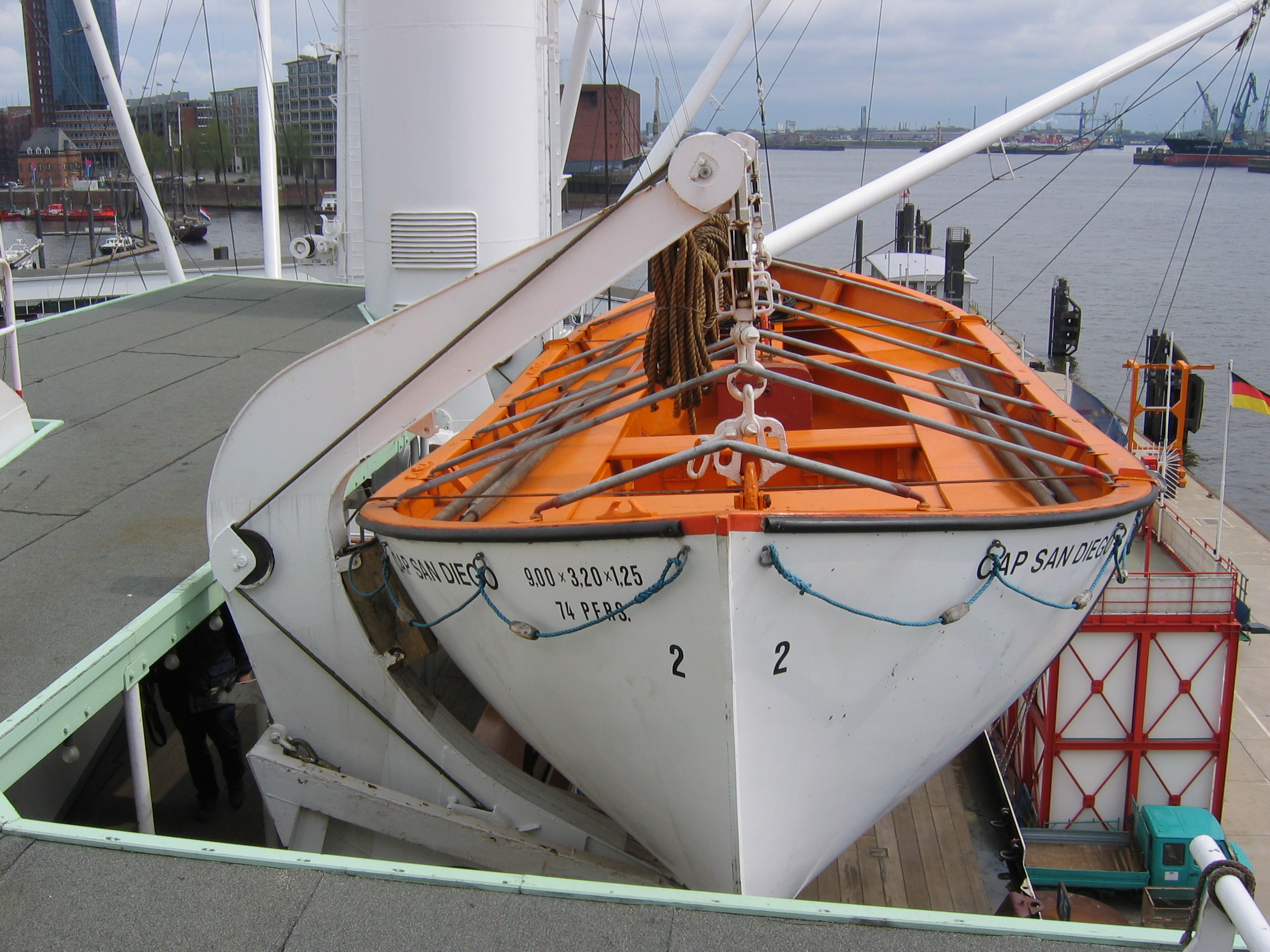
Open reddingsboot
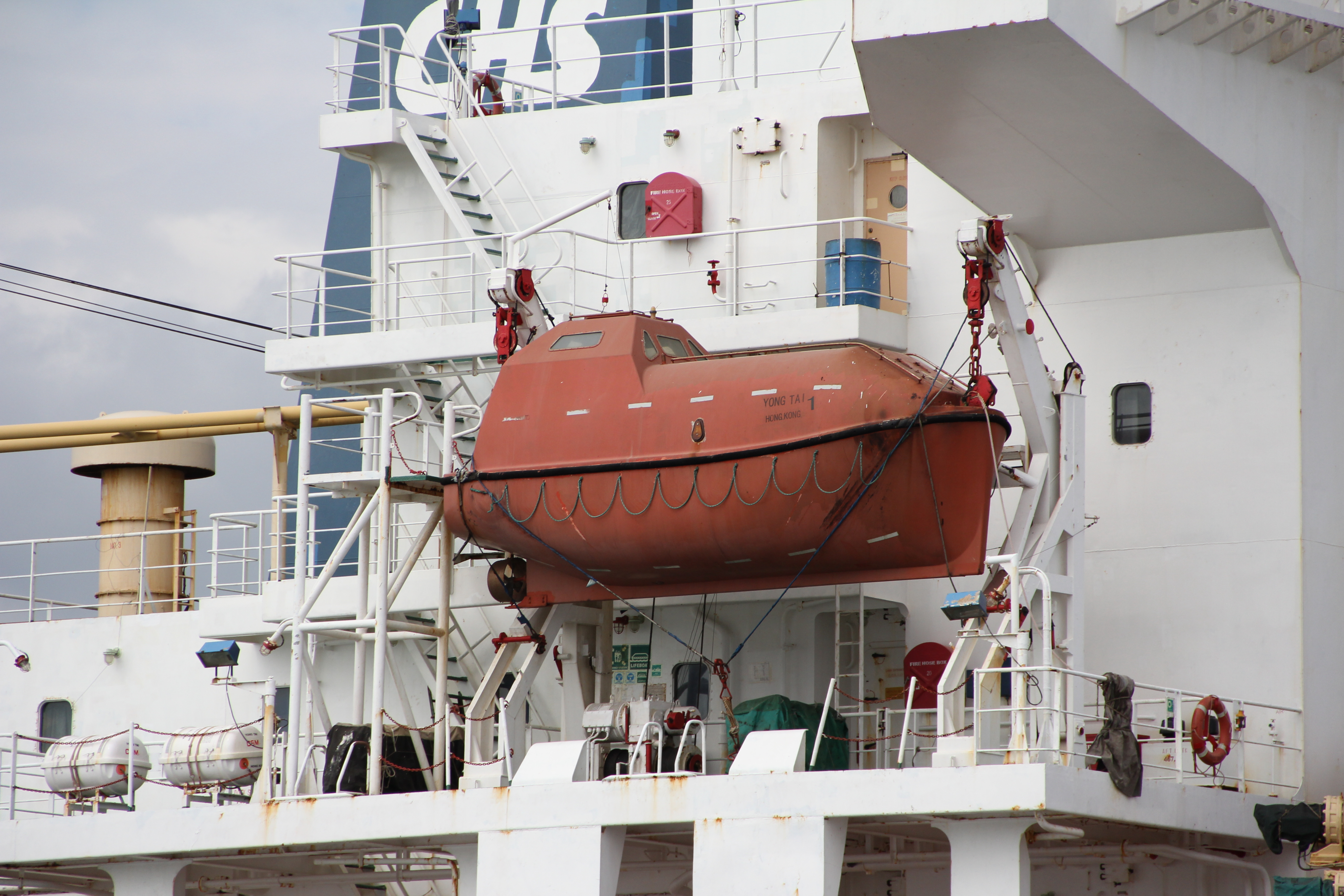
Gesloten reddingsboot
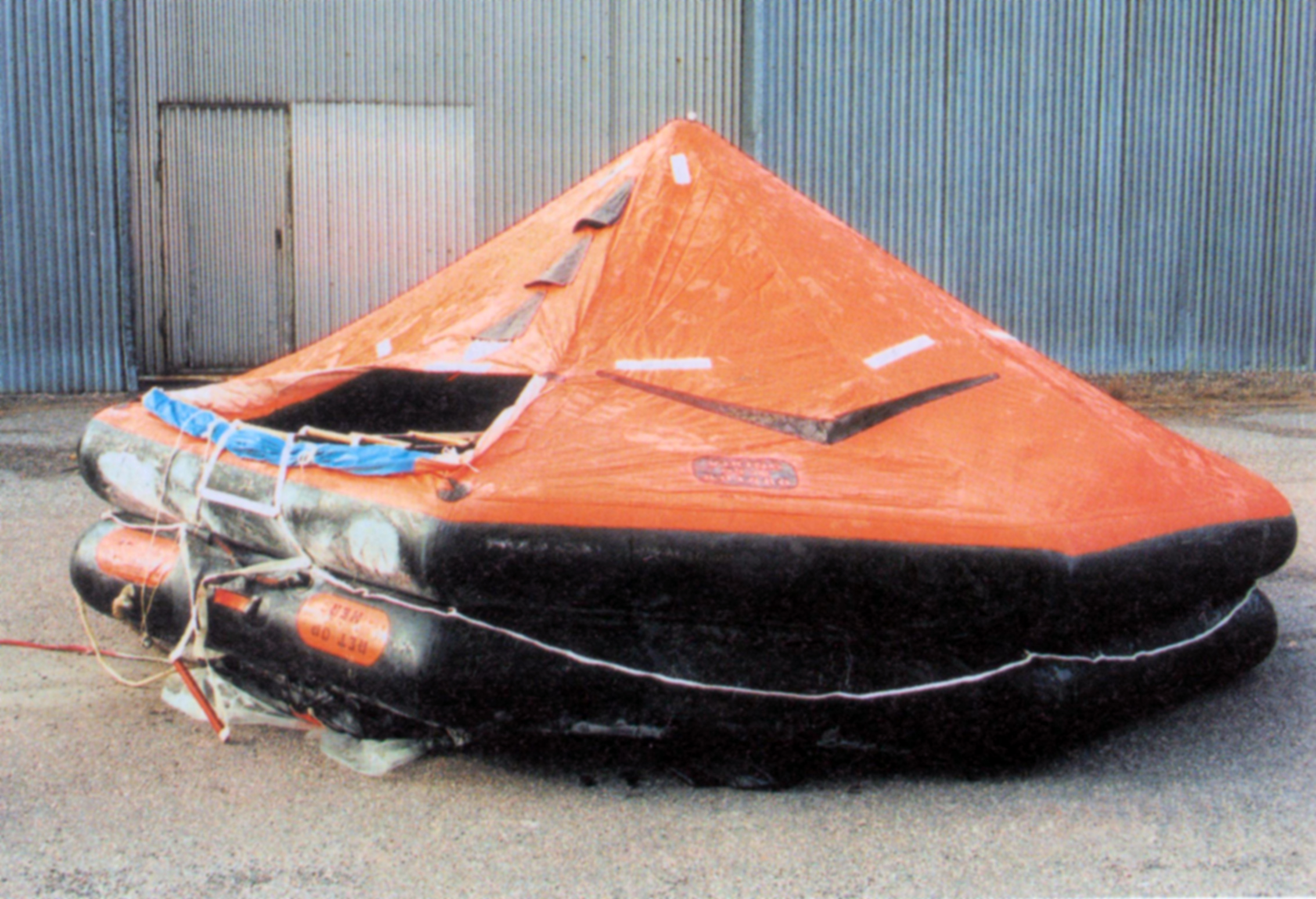
Reddingsvlot van de MS Estonia

### De open reddingsboot
De open reddingsboot is vergelijkbaar met een sloep. Hij heeft geen dak en is vaak ook niet voorzien van een motor. Mede door het feit dat hij geen dak heeft, kan hij ook geen 100% veiligheid en bescherming voor de passagiers garanderen. De open reddingsboot komt niet meer zo veel voor. Je zal hem vooral tegenkomen op oudere schepen.

### Half gesloten reddingsboot
De half gesloten reddingsboot kom je voornamelijk tegen op grote passagiersschepen. Doordat hij niet volledig gesloten is, zal het inschepen sneller en gemakkelijker gaan wat erg belangrijk is op passagiersschepen. De reddingsboot biedt meer bescherming dan een open reddingsboot, maar geeft nog steeds geen 100% garantie op veiligheid.

### Volledig gesloten reddingsboot
De volledig gesloten reddingsboten bieden de beste bescherming voor de passagiers. Vaak zijn ze zelf-oprichtend d.w.z. dat ze uit zichzelf altijd terug rechtop zullen komen ongeacht hoe ze in het water terechtkomen. Sommige van de gesloten reddingsboten zijn ook brandwerend. Deze zal je dan voornamelijk op tankers tegenkomen. Ze zijn voorzien van een sprinklersysteem en extra persluchtflessen zodat een overdruk in de reddingsboot gecreëerd kan worden en de gevaarlijke gassen buiten blijven.

### Vrijvalreddingsboot
Sommige schepen zijn voorzien van een vrijvalreddingsboot. Deze reddingsboot is geconstrueerd op het achterdek van het schip en neerwaarts hellend gericht. Dit type reddingsboot is speciaal ontworpen om snel van het schip te kunnen evacueren en is sinds 2006 verplicht op alle zeegaande vrachtschepen.

### Reddingsboot met foam fender
In tegenstelling tot een RIB (rigid inflatable boat) heeft de reddingsboot type ‘Seahunter’ een speciaal D-fender in plaats van een met lucht gevulde stootrand. Een met lucht gevulde rand kan in bepaalde omstandigheden lekken, terwijl deze speciale fender in geen geval het drijfvermogen zal verliezen. Deze D-fender is gemaakt uit één stuk. Het is gebaseerd op een schuimkern met een gesloten celstructuur. Dit materiaal neemt geen water op, zodat het drijfvermogen onder alle omstandigheden intact blijft. De schuimkern is omwikkeld met een versterkt technisch weefsel, dat op zijn beurt is gecoat met een laag speciaal polymeer. De structuur is extreem licht en sterk.

## Reddingsboot tegenover reddingsvlot
Reddingsvlotten zijn over het algemeen opvouwbaar. Ze worden opgeslagen in een ton gemaakt uit glasvezel. Deze tonnen moeten resistent zijn tegen hevige weersomstandigheden en slijtage. De tonnen bevatten een fles met CO2-gas op hoge druk, die wordt geactiveerd bij het openen van de ton. Zo wordt het reddingsvlot automatisch opgeblazen.
In tegenstelling tot een reddingsboot waar vaak inspecties worden uitgevoerd, is een reddingsvlot verzegeld. Enkel gecertificeerde faciliteiten mogen de tonnen openen voor inspectie. Een ander groot verschil is dat je om een reddingsboot te water te laten getrainde bemanningsleden nodig hebt. Het duurt veel langer en het risico op falen is groter en sterk afhankelijk van menselijke factoren. Een reddingsvlot daarentegen is vaak bevestigd aan de reling van het schip en kan door middel van een hydrostatic release system. Door de hydrostatische druk van het water (bijvoorbeeld als het schip zinkt) wordt een mechanisme in werking gesteld en wordt het reddingsvlot alsnog geopend.
Toch heeft een reddingsvlot ook een aantal nadelen ten opzichte van de reddingsboot. Zo is het reddingsvlot niet voorzien van een motor terwijl de moderne reddingsboten dit wel hebben. De reddingsvlotten hebben meer kans op fouten in het inflatiesysteem waardoor ze niet worden opgeblazen. Ook hebben reddingsvlotten een kleinere overlevingsvoorraad aan boord. Zo zou je met een volledig bemande reddingsboot een week toekomen met de voorraden, in een reddingsvlot kom je er slechts drie dagen mee toe.